# Park Narodowy Gonarezhou
Park Narodowy Gonarezhou – park narodowy w południowo-wschodniej części Zimbabwe, przy granicy z Mozambikiem. Zajmuje on 5053 km².

## Historia
Park narodowy został utworzony w 1975 roku, jednak już wcześniej prowadzono działania ochrony zwierząt na tym terenie. W 1934 roku, na części obszaru jaki dziś zajmuje park, utworzono rezerwat dzikich zwierząt. W latach 1969–1977 dokonano reintrodukcji 77 osobników nosorożca czarnego.

## Fauna
W parku występuje ponad 450 gatunków ptaków, 150 gatunków ssaków, ponad 50 gatunków ryb, 116 gatunków gadów oraz 34 gatunki płazów. Ponadto, 15 gatunków jest klasyfikowanych jako gatunki narażone, 6 zagrożone i 5 jako gatunki krytycznie zagrożone.
Jest to obszar występowania ponad 11 500 słoni, co stanowi największe skupisko tych zwierząt ze wszystkich obszarów chronionych Afryki.